# Ліпово (гміна Рачкі)
Ліпово (пол. Lipowo) — село в Польщі, у гміні Рачки Сувальського повіту Підляського воєводства.
Населення — 113 осіб (2011).
У 1975-1998 роках село належало до Сувальського воєводства.

## Демографія
Демографічна структура станом на 31 березня 2011 року:
|          | Загалом | Допрацездатний вік | Працездатний вік | Постпрацездатний вік |
| -------- | ------- | ------------------ | ---------------- | -------------------- |
| Чоловіки | 51      | 7                  | 38               | 6                    |
| Жінки    | 62      | 9                  | 36               | 17                   |
| Разом    | 113     | 16                 | 74               | 23                   |